# Сотіріос Крокідас
Соті́ріос Крокі́дас (грец. Σωτήριος Γ. Κροκίδας; 1852 — 29 липня 1924) — професор права в Афінах, тимчасовий прем'єр-міністр Греції 1922 року.

## Політична кар'єра
Коли грецька армія зазнала поразки у війні з турками й було повалено уряд Протопападакіса, Греція поринула в політичну кризу. У вересні 1922 року уряд очолив Ніколаос Тріандафіллакос. У той час спалахнуло військове повстання у Фессалоніках, а згодом — у Мітилені. Революційний комітет на чолі зі Стіліаносом Гонатасом змусив зректись престолу короля Костянтина. Революційний комітет обрав Александроса Заїміса на пост прем'єр-міністра, проте, оскільки останнього не було в країні, уряд тимчасово очолив Крокідас.
Він був відповідальним за проведення надзвичайно суперечливого так званого «процесу шести», який засудив чотирьох колишніх прем'єрів та двох генералів, які командували грецькими військами під час провальної кампанії в Малій Азії.